# Lithoxus jantjae
Lithoxus jantjae är en fiskart som beskrevs av Nathan K. Lujan 2008. Lithoxus jantjae ingår i släktet Lithoxus och familjen Loricariidae. Inga underarter finns listade i Catalogue of Life.